# Petra Kronberger
Petra Kronberger (Sankt Johann im Pongau, 21 febbraio 1969) è un'ex sciatrice alpina austriaca.
Polivalente, fu una delle atlete più vittoriose dei primi anni 1990. Si ritirò dall'attività agonistica a soli ventitré anni, ma nel giro di poche stagioni riuscì a vincere tre Coppe del Mondo generali, una Coppa di slalom speciale, due medaglie d'oro olimpiche e un titolo iridato; fu inoltre in grado di imporsi in gare di Coppa del Mondo in tutte le specialità.

## Biografia

### Stagioni 1987-1989
Nata a Sankt Johann im Pongau e originaria di Pfarrwerfen, debuttò in campo internazionale nella Coppa Europa 1985-1986; ai Mondiali juniores di Hemsedal/Sälen 1987 vinse la medaglia d'argento nello slalom gigante. In Coppa del Mondo esordì il 26 novembre 1987 a Sestriere in slalom speciale, ottenne i primi punti l'11 dicembre successivo nella discesa libera di Leukerbad (15ª) e conquistò il primo podio il 14 gennaio 1988, classificandosi al 3º posto nella discesa libera di Zinal.
Debuttò ai Giochi olimpici invernali a Calgary 1988, dove si piazzò 6ª nella discesa libera, 14ª nello slalom gigante e 11ª nella combinata, e ai Campionati mondiali a Vail 1989, dove fu 12ª nella discesa libera, 8ª nel supergigante e 7ª nella combinata.

### Stagioni 1990-1991
Il 16 dicembre 1989 conquistò la prima vittoria in Coppa del Mondo, a Panorama in discesa libera; nel prosieguo della stagione ottenne altri dieci podi, con sei vittorie complessive, e si aggiudicò la sua prima coppa di cristallo generale con 41 punti di vantaggio sulla connazionale Anita Wachter, divenendo così la prima austriaca a vincere la Coppa del Mondo dai tempi di Annemarie Moser-Pröll. Quell'anno si piazzò inoltre al 2º posto nella Coppa del Mondo di discesa libera, superata dall'austro-tedesca Katrin Gutensohn di 4 punti, e al 3º nella Coppa del Mondo di slalom gigante.
Ai Mondiali di Saalbach-Hinterglemm 1991, sua ultima presenza iridata, vinse la medaglia d'oro nella discesa libera e si piazzò 6ª nel supergigante; anche nella stagione 1990-1991 in Coppa del Mondo vinse la classifica generale, con dodici podi (otto le vittorie) e 117 punti di margine sulla seconda classificata, la sua compagna di squadra Sabine Ginther. Si aggiudicò anche la Coppa del Mondo di slalom speciale, con 4 punti in più della svedese Pernilla Wiberg, mentre si classificò 2ª nella Coppa del Mondo di supergigante, superata dalla francese Carole Merle per 18 punti, e 3ª in quella di discesa libera.

### Stagioni 1992-1993
Ai XVI Giochi olimpici invernali di Albertville 1992, suo congedo olimpico, la Kronberger vinse la medaglia d'oro sia nello slalom speciale sia nella combinata, mentre nella discesa libera fu 5ª, nel supergigante fu 4ª e non completò lo slalom gigante. Quella stagione 1991-1992 fu anche l'ultima disputata interamente dalla sciatrice salisburghese, durante la quale salì sul podio otto volte con due vittorie (tra le quali l'ultima della sua carriera, il 14 marzo a Panorama in discesa libera), si aggiudicò la sua terza coppa di cristallo generale, con 51 punti di vantaggio sulla Merle, e si piazzò 2ª nella classifica di discesa libera, staccata di 91 punti dalla tedesca Katja Seizinger.
Il 6 dicembre 1992 salì per l'ultima volta sul podio in Coppa del Mondo, piazzandosi 3ª nello slalom speciale di Steamboat Springs. Lasciato il Circo bianco appena ventitreenne (il suo ultimo piazzamento in carriera fu l'11º posto ottenuto nel supergigante di Coppa del Mondo disputato a Lake Louise il 20 dicembre 1992), si dedicò all'attività di bancaria.

## Palmarès

### Olimpiadi
- 2 medaglie:
  - 2 ori (slalom speciale, combinata ad Albertville 1992)

### Mondiali
- 1 medaglia:
  - 1 oro (discesa libera a Saalbach-Hinterglemm 1991)

### Mondiali juniores
- 1 medaglia:
  - 1 argento (slalom gigante a Hemsedal/Sälen 1987)

### Coppa del Mondo
- Vincitrice della Coppa del Mondo nel 1990, nel 1991 e nel 1992
- Vincitrice della Coppa del Mondo di slalom speciale nel 1991
- 35 podi:
  - 16 vittorie
  - 7 secondi posti
  - 12 terzi posti

#### Coppa del Mondo - vittorie
| Data             | Località                | Paese      | Specialità |
| ---------------- | ----------------------- | ---------- | ---------- |
| 16 dicembre 1989 | Panorama                | Canada     | DH         |
| 17 dicembre 1989 | Panorama                | Canada     | DH         |
| 8 gennaio 1990   | Hinterstoder            | Austria    | GS         |
| 14 gennaio 1990  | Haus                    | Austria    | KB         |
| 28 gennaio 1990  | Santa Caterina Valfurva | Italia     | GS         |
| 13 marzo 1990    | Vemdalen                | Norvegia   | SL         |
| 1º dicembre 1990 | Val di Zoldo            | Italia     | GS         |
| 2 dicembre 1990  | Val di Zoldo            | Italia     | SL         |
| 9 dicembre 1990  | Altenmarkt-Zauchensee   | Austria    | SG         |
| 21 dicembre 1990 | Morzine                 | Francia    | DH         |
| 7 gennaio 1991   | Bad Kleinkirchheim      | Austria    | KB         |
| 13 gennaio 1991  | Kranjska Gora           | Jugoslavia | SL         |
| 18 gennaio 1991  | Méribel                 | Francia    | DH         |
| 19 gennaio 1991  | Méribel                 | Francia    | SG         |
| 21 dicembre 1991 | Serre Chevalier         | Francia    | DH         |
| 14 marzo 1992    | Panorama                | Canada     | DH         |

Legenda:

DH = discesa libera

SG = supergigante

GS = slalom gigante

SL = slalom speciale

KB = combinata

### Coppa Europa
- Miglior piazzamento in classifica generale: 17ª nel 1987

### Campionati austriaci
- 3 medaglie[1]:
  - 2 ori (supergigante, slalom gigante nel 1989)
  - 1 bronzo (slalom speciale nel 1990)

### Campionati austriaci juniores
- 3 medaglie[1]:
  - 3 ori (discesa libera, slalom speciale, combinata nel 1987)

## Statistiche

### Podi in Coppa del Mondo
| Stagione/Specialità | Discesa libera | Discesa libera | Discesa libera | Supergigante | Supergigante | Supergigante | Slalom gigante | Slalom gigante | Slalom gigante | Slalom speciale | Slalom speciale | Slalom speciale | Combinata | Combinata | Combinata | Podi totali |
| ------------------- | -------------- | -------------- | -------------- | ------------ | ------------ | ------------ | -------------- | -------------- | -------------- | --------------- | --------------- | --------------- | --------- | --------- | --------- | ----------- |
| Stagione/Specialità | 1º             | 2º             | 3º             | 1º           | 2º           | 3º           | 1º             | 2º             | 3º             | 1º              | 2º              | 3º              | 1º        | 2º        | 3º        | Podi totali |
| 1987                |                |                |                |              |              |              |                |                |                |                 |                 |                 |           |           |           | 0           |
| 1988                |                |                | 1              |              |              |              |                |                |                |                 |                 |                 |           |           | 1         | 2           |
| 1989                |                |                |                |              |              |              |                |                |                |                 |                 |                 |           |           | 1         | 1           |
| 1990                | 2              | 1              | 1              |              |              | 3            | 2              |                |                | 1               |                 |                 | 1         |           |           | 11          |
| 1991                | 2              | 1              |                | 2            | 1            |              | 1              |                | 1              | 2               |                 | 1               | 1         |           |           | 12          |
| 1992                | 2              |                |                |              | 2            |              |                |                |                |                 | 1               | 2               |           | 1         |           | 8           |
| 1993                |                |                |                |              |              |              |                |                |                |                 |                 | 1               |           |           |           | 1           |
| Totale              | 6              | 2              | 2              | 2            | 3            | 3            | 3              | 0              | 1              | 3               | 1               | 4               | 2         | 1         | 2         | 35          |
| Totale              | 10             | 10             | 10             | 8            | 8            | 8            | 4              | 4              | 4              | 8               | 8               | 8               | 5         | 5         | 5         | 35          |